# Carnide (Lissabon)
Carnide ist eine Gemeinde (Freguesia) im portugiesischen Kreis Lissabon.

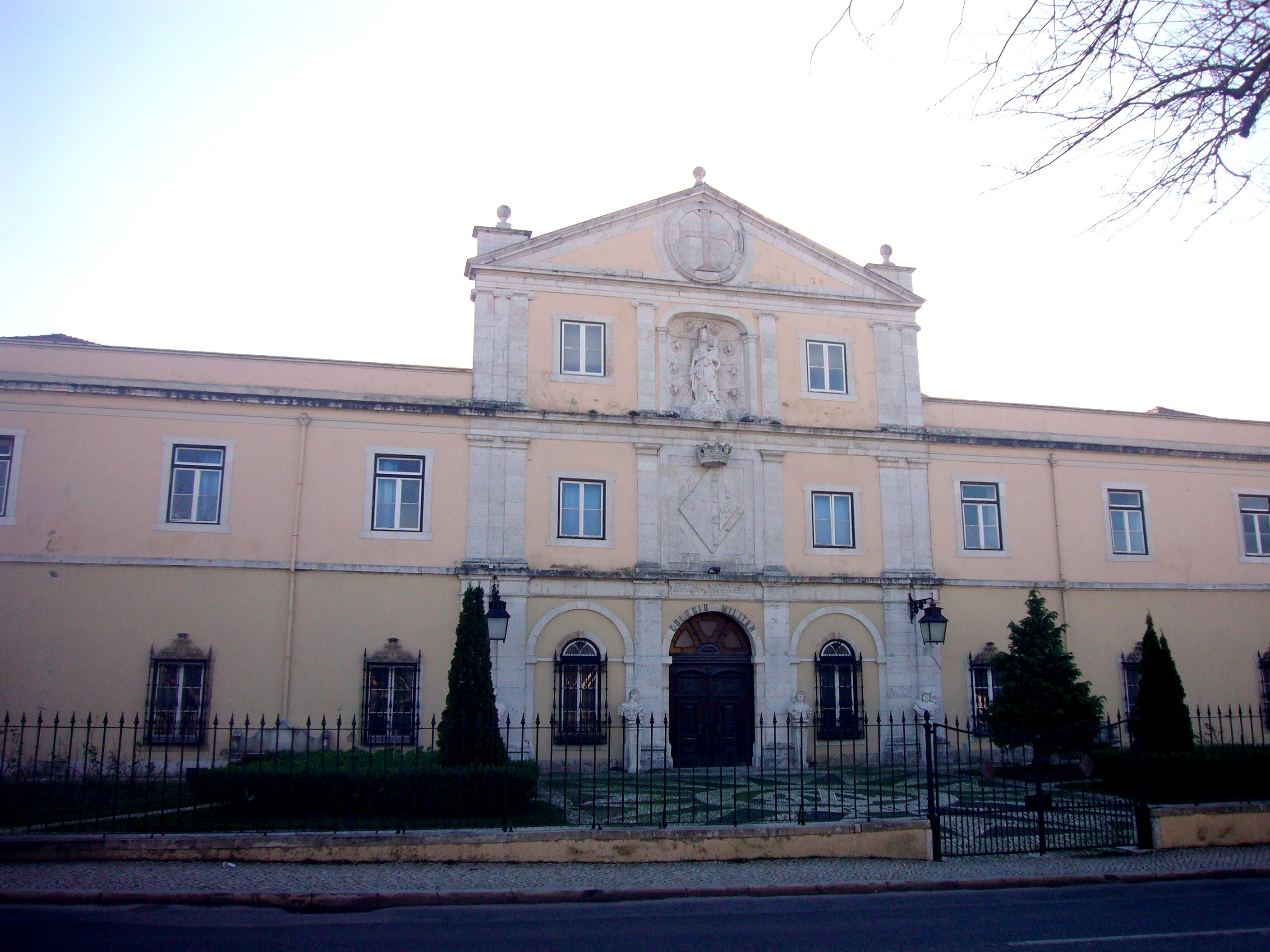
Colégio Militar in Carnide

 In ihr leben 18.028 Einwohner (Stand 19. April 2021).